# Lachemilla williamsii
Lachemilla williamsii är en rosväxtart som först beskrevs av Perry, och fick sitt nu gällande namn av Werner Hugo Paul Rothmaler. Lachemilla williamsii ingår i släktet Lachemilla och familjen rosväxter. Inga underarter finns listade i Catalogue of Life.